# بوراشان
بوراشان هي قرية في مقاطعة أرومية، إيران. يقدر عدد سكانها بـ 140 نسمة بحسب إحصاء 2016.